# Active (Schiff, 1930)
HMS Active (H14) war ein Zerstörer der A-Klasse der britischen Royal Navy. Der 1930 fertiggestellte Zerstörer wurde im Zweiten Weltkrieg zuletzt vorrangig zur U-Boot-Abwehr eingesetzt und war an der Versenkung von vier U-Booten beteiligt. Das Schiff wurde mit den Battle Honours „Atlantic 1939–45“, „Bismarck 1941“ und „Arctic 1941“ ausgezeichnet.
Die Active war einer der drei Zerstörern der Klasse, die den Krieg überstanden. 1947 wurde der Zerstörer abgebrochen.

## Geschichte
Das Schiff gehörte zur ersten Zerstörerklasse der Royal Navy, die nach dem Ende des Ersten Weltkriegs gebaut wurden. Die Aufträge für diese Schiffe wurden am 6. März 1928 aus dem Haushalt 1927 erteilt. Die bei der Bewerbung um den Bau der Prototypen (Amazon, Ambuscade) noch unterlegene Werft Hawthorn Leslie in Hebburn, Newcastle upon Tyne, erhielt den Auftrag für zwei Zerstörer. Die Aufträge für die übrigen Schiffe gingen paarweise an drei andere Werften, der für den Flottillenführer Codrington an eine vierte Werft. Diese Verteilung eines Auftrags wurde bis zur I-Klasse beibehalten, wobei von Jahr zu Jahr andere Bauwerften berücksichtigt wurden.
Der Kiel des ersten von Hawthorn Leslie zu bauenden Zerstörers mit der Baunummer 565 wurde am 10. Juli 1928 gestreckt. Beim Stapellauf am 9. Juli 1929 erhielt der Neubau den Namen Active und wurde das zehnte Schiff der Royal Navy mit diesem Namen. Letzter Neubau mit diesem Namen war der Scout-Kreuzer Active, der von 1911 bis 1920 im Dienst der Royal Navy gestanden hatte. Der Neubau Active kam am 9. Februar 1930 als erster der neuen Zerstörer der A-Klasse in den Dienst der Royal Navy.

### Einsatzgeschichte
Die Active bildete zunächst gemeinsam mit ihren Schwesterschiffen die britische „3rd Destroyer Flotilla“, die der Mediterranean Fleet zugeordnet wurde. In dieser Zeit wurde das Schiff unter anderem vom späteren Admiral Philip Vian kommandiert.
Am 4. April 1932 kollidierte die Active vor Saint-Tropez mit ihrem Schwesterschiff Achates und erlitt dabei geringe Schäden.
Ab Juni 1936 war die Active vor der Küste von Palästina eingesetzt, um die Unterstützung des Arabischen Aufstands von außen zu unterbinden. Nach dem Ausbruch des Spanischen Bürgerkriegs wechselte die Active im September 1936 mit der Flottille in das westliche Mittelmeer, um britische Interessen zu schützen und Waffenlieferungen an die Kriegsparteien zu unterbinden. Dabei kam es am 16. Februar 1937 zu einer Kollision der Active mit dem älteren Zerstörer Worcester, als bei hoher Geschwindigkeit die Steuermaschine der Active ausfiel. Die Schäden der Active wurden in der Marinewerft in Malta bis zum Juni 1937 beseitigt. Wieder einsatzbereit kam der Zerstörer zur „2nd Destroyer Flotilla“ und blieb dort bis zum Oktober 1938 im Mittelmeer im Einsatz, um dann in Malta der Reserve zugeteilt zu werden. Im Mai 1939 wurde das Schiff zur Reserve in Gibraltar verlegt.

### Erste Kriegseinsätze
Bei Kriegsbeginn war die Active aktiviert und der in Gibraltar stationierten 13. Flottille zugeordnet, die sich überwiegend aus alten Zerstörern der V- und W-Klasse zusammensetzte. Zu den Hauptaufgaben gehörte in den ersten Kriegsmonaten die Sicherung von Geleitzügen in diesem Gebiet. Im Frühjahr 1940 kam es dabei häufig zu gemeinsamen Geleitdiensten mit französischen Zerstörern.
Im Sommer 1940 wurde die Flottille der neu gebildeten Force H zugeordnet, die ebenfalls in Gibraltar stationiert wurde. Erste Aufgabe des neuen Verbandes war die Neutralisierung der französischen Marine in Mers-el-Kébir (Operation Catapult am 3. Juli 1940).

### Einsätze 1941
Im folgenden Jahr war der Zerstörer immer wieder mit der Force H im Mittelmeer im Einsatz. Er diente als Eskorte für Flugzeugträger, von denen Jagdflugzeuge nach Malta geflogen wurden, und für Konvois, die meist Kriegsmaterial für die britischen Truppen in Nordafrika und Versorgungsgüter für Malta transportierten.
Im Mai 1941 war das Schiff mit der Home Fleet (Schlachtschiff King George V und Träger Victorious) an der Suche nach dem deutschen Schlachtschiff Bismarck beteiligt (Unternehmen Rheinübung).

Aus dem Dienst in der Home Fleet wurde der Zerstörer Mitte August 1941 mit dem Zerstörer Impulsive zur Sicherung des ersten britischen Geleitzuges nach Nordrussland (Operation DERVISH) abgeordnet. Nach der Rückkehr nach Scapa Flow transportierte der Zerstörer Personal der Royal Air Force in die Sowjetunion und begleitete mit der Electra den ersten rückkehrenden Geleitzug aus Archangelsk QP 1.

### Einsätze 1942
Nach einer routinemäßigen Überholung folgten ab Januar 1942 weitere Einsätze mit der Force H im Mittelmeer. Mitte Februar 1942 wurde der Zerstörer kurzzeitig mit weiteren Einheiten der Force H der Sicherung des großen Truppengeleits WS 16 im Atlantik zugeteilt, das auch Truppen und Schiffe für den Angriff auf das von Vichy-Frankreich beherrschte Madagaskar umfasste. Während ein Teil der Einheiten mit dem Geleit nach Südafrika ging, kehrte Active nochmals ins Mittelmeer zurück und gehörte zum Sicherungsschirm der Eagle bei weiteren Flugzeugtransfers nach Malta. Im April stieß sie dann zum Truppengeleit WS 17, mit dem sie über Freetown und Südafrika in den Indischen Ozean verlegte.
Bei den Landungsoperationen alliierter Truppen auf Madagaskar (Operation Ironclad) in den Monaten April / Mai 1942 war das Schiff mit dem Geleitschutz der eingesetzten Schlachtschiffe und Flugzeugträger betraut. Dabei gelang es am 8. Mai, gemeinsam mit dem Zerstörer Panther das französische U-Boot Monge zu versenken, das erfolglos versucht hatte, den Flugzeugträger Indomitable anzugreifen.
Active war in den nachfolgenden Monaten in Südafrika stationiert. Im September war der Zerstörer bei den abschließenden Operationen nochmals vor Madagaskar im Einsatz und gehörte zu den Sicherungskräften der Landung bei Majunga.
Am 8. Oktober 1942 wurde der Zerstörer in der Nähe von Kapstadt durch einen Notruf der torpedierten City of Athens alarmiert und konnte deren Rettungsboote mit 98 Überlebenden bergen. Der Zerstörer entdeckte dann auch das Monsun-Boot U 179, das die City of Athens versenkt hatte, und griff es erfolgreich an. U 179 hatte zur Gruppe Eisbär gehört, die dort zu der Zeit patrouillierte. Drei Tage später fand der Zerstörer 200 Seemeilen südwestlich von Kapstadt ein Rettungsboot mit 23 Überlebenden des amerikanischen Frachters Coloradan, der am 9. Oktober durch U 159 versenkt worden war. Die Suche nach einem zweiten Boot verlief ergebnislos. Dieses Boot erreichte selbstständig die südafrikanische Küste.

### Einsätze ab 1943
Von Januar bis Mitte Mai 1943 wurde der Zerstörer in Großbritannien überholt und umbewaffnet, um dann wieder zur 13. Flottille nach Gibraltar zu gehen. Bis zum Kriegsende wurde Active zur Sicherung von Geleitzügen im Mittelatlantik und im Mittelmeer, insbesondere auf der Route zwischen Großbritannien und Sierra Leone, eingesetzt. Die U-Boot-Abwehr- und Flugabwehr-Bewaffnung wurde zu diesem Zweck zulasten der Hauptgeschütze und eines Torpedorohrsatzes verstärkt.

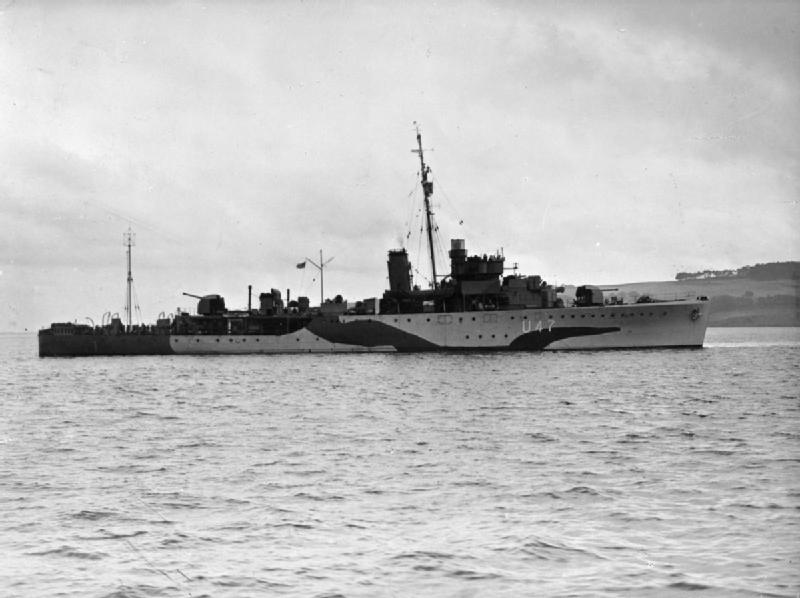
Die Sloop Fleetwood

In dieser Zeit war der Zerstörer an der Versenkung des italienischen U-Bootes Leonardo da Vinci westlich von Kap Finisterre beteiligt, das am 23. Mai 1943 gemeinsam mit der Fregatte Ness versenkt werden konnte. Ein weiterer Erfolg gelang ihm etwa ein halbes Jahr später am 2. November 1943 mit der Versenkung von U 340 in der Nähe von Tanger. Das U-Boot war von einer Vickers Wellington entdeckt und angegriffen worden.
Die Active verfolgte mit dem Zerstörer Witherington und der Sloop Fleetwood das Boot und belegten es mit Wasserbomben. Wegen erheblicher Schäden versenkte der deutsche Kommandant sein U-Boot. Der Versuch der Deutschen, auf einem spanischen Fischerboot zu entkommen, wurde von der Fleetwood verhindert.
Um die Jahreswende 1944/45 fand eine letzte Überholung der Active in Großbritannien statt. Sie wurde dann zur „3rd Destroyer Flotilla“ nach Alexandria verlegt und war bei Kriegsende bei der Internierung der letzten deutschen Truppen in der Ägäis beteiligt.
Nach einem erneuten Einsatz in Gibraltar kehrte der Zerstörer im September 1945 in die Heimat zurück und wurde außer Dienst gestellt.
Im Mai 1946 wurde der Zerstörer Active aus der Liste der aktiven Schiffe gestrichen und zum Verschrotten verkauft.